# Emma Stebbins
Pour les articles homonymes, voir Stebbins.
Emma Stebbins, née le 1er septembre 1815 à New York et morte le 25 octobre 1882 dans la même ville, est une sculptrice américaine.

## Biographie
Elle a notamment dessiné la fontaine Bethesda se trouvant dans Central Park à New York.